# Nokia 7500
Nokia 7500 — мобільний телефон виробництва Nokia, випущений у 3 кварталі 2007 року. Вона є частиною компанії Nokia Prism Collection. 

## Опис
Це тридіапазонний телефон, який працює S40 5th Edition. 2-дюймовий екран (51 мм) має роздільну здатність 320х240 пікселів, що показують 16 мільйонів кольорів. У комплект входить 2-мегапіксельна камера зі спалахом, 512 МБ MicroSD карти, і батарея 700mAh.

## Характеристики
- Стандарти: GSM/EDGE 850/900/1800/1900
- Екран: TFT, 16 млн кольорів, 240х320 пікселів, діагональ 2 дюйми
- Бездротові інтерфейси: Bluetooth ver. 2, EDGE.
- Проводове підключення: mini USB ver. 2.0
- Фото/Відеокамера: 2 Мпікс з 4-кратним зумом та можливістю запису відеороликів
- Мультимедіа: FM-Радіо, програвач цифрового аудіо
- Пам'ять: 35 МБ вбудованої динамічно розподіляє пам'яті; 512 МБ карта в комплекті
- Процесор: 320 МГц
- Слоти розширення: MicroSD (до 4 ГБ)
- Операційна система: Series 40
- Батарея: Li-ion 700 мАг
- Час роботи при розмові: 2,8 год
- Час автономної роботи: 240 годин[4]